# GOLD/黄金
『GOLD/黄金』（ゴールド）は1983年にリリースされた、甲斐バンドの10作目のオリジナル・アルバム。

## 概要
甲斐バンド"NY3部作"の第二弾。ボブ・クリアマウンテンによるミックスが施されている。
本作制作時、甲斐よしひろはサウンドが洗練されていく中、明らかとなっていったバンドの演奏力のなさがストレスだったという。それが次作『ラヴ・マイナス・ゼロ』の制作において、各パートがそれぞれ個別にベストのテイクをコンピュータに打ち込み、スタジオミュージシャンを多く起用しての制作に表れている。
ちなみに甲斐のソロアルバム『ストレート・ライフ』収録の『レイン』は本作のレコーディングセッションにおいて"甲斐バンドバージョン"のデモが制作されている。このバージョンは後に甲斐のデビュー25周年記念CD-BOX『HIGHWAY 25』において聴くことが出来る。
2007年に紙ジャケット・デジタルリマスター盤にて復刻された。その際、2曲のボーナストラックが収録された。

## 収録曲
- 全作詞・作曲：甲斐よしひろ

### オリジナル
Side-A
1. GOLD
編曲：椎名和夫
2. ボーイッシュ・ガール
編曲：後藤次利
3. シーズン
編曲：井上鑑
4. マッスル
編曲：椎名和夫
5. ムーンライト・プリズナー
編曲：井上鑑

Side-B
1. MIDNIGHT
編曲：石川鷹彦
2. 危険な道連れ
編曲：川島裕二
3. SLEEPY CITY
編曲：後藤次利
4. 胸いっぱいの愛
編曲：瀬尾一三
  - 2009年発表の『目線を上げろ』に収録されている「胸いっぱいの愛 2008」のオリジナル・バージョン。
5. 射程距離
編曲：井上鑑

### 2007年リマスター紙ジャケ盤
1. GOLD
2. ボーイッシュ・ガール
3. シーズン
4. マッスル
5. ムーンライト・プリズナー
6. MIDNIGHT
7. 危険な道連れ
8. SLEEPY CITY
9. 胸いっぱいの愛
10. 射程距離

Bonus Track
1. 時雨れて
2. シーズン (TV MIX)

## 参加ミュージシャン
| GOLD - Drums, Chorus：松藤英男 - Bass Guitar：中村裕二 - Guitars-interlude：田中一郎 - Guitar：大森信和 - Vocals：甲斐よしひろ - Piano, Synthesizer, Saxophone：中村哲 - Percussion：Pecker - Background Vocals：比山清, 椎名和夫, 山川恵津子 ボーイッシュ・ガール - Bass Guitar：後藤次利 - Drums, Chorus：松藤英男 - Guitar：大森信和 - Guitar：白井良明 - Guitar-interlude only：田中一郎 - Piano, Synthesizer：岡田徹 - Vocals：甲斐よしひろ - Percussion：浜口茂外也 - Background Vocals：大森信和, 松藤英男 シーズン - Drums, Organ, Chorus：松藤英男 - Bass Guitar：岡沢茂 - Turner Guitar：大森信和 - Guitar：井川雅之 - Piano, Synthesizer：井上鑑 - Vocals：甲斐よしひろ - Saxophone：村岡建 - Glockenspiel：金山功 - Background Vocals：安部恭弘, 伊集加代子, 槇みちる, 尾形道子 マッスル - Drums：松藤英男 - Bass Guitar：浅田孟 - Turner Guitar：大森信和 - Guitar：井川雅之 - Guitar：田中一郎 - Piano, Synthesizer：坂本洋 - Vocals：甲斐よしひろ - Percussion：Pecker - Background Vocals：安部恭弘, 比山清, 椎名和夫 ムーンライト・プリズナー - Piano, Synthesizer, Organ：井上鑑 - Bass Guitar：岡沢茂 - Drums, Chorus：松藤英男 - Slide Guitar：今剛 - Guitar：大森信和 - Guitar：田中一郎 - Vocals：甲斐よしひろ - Saxophone：Jake H. Concepcion - Background Vocals：安部恭弘, 松下誠 | MIDNIGHT - Drums：松藤英男 - Bass Guitar：浅田孟 - Guitar：大森信和 - Vocals：甲斐よしひろ - Acoustic Guitar, Synthesizer, Chorus：石川鷹彦 - Piano：中西康晴 - Percussion：Pecker - Background Vocals：Buzz 危険な道連れ - Drums, Chorus：松藤英男 - Bass Guitar：中村裕二 - Piano, Synthesizer：川島裕二 - Guitar：佐藤英二 - Vocals：甲斐よしひろ - Interlude Noise Guitar：菅原一 - Percussion：斉藤ノブ - Saxophone：沢井原兒 - Background Vocals：安部恭弘, 松下誠 SLEEPY CITY - Drums, Chorus：松藤英男 - Bass Guitar：後藤次利 - Guitar：白井良明 - Guitar：大森信和 - Piano：岡田徹 - Vocals：甲斐よしひろ - Saxophone：Jake H. Concepcion - Background Vocals：大森信和, 松藤英男 胸いっぱいの愛 - Drums：松藤英男 - Bass Guitar：美久月千晴 - Guitars-interlude：矢島賢 - Guitar：大森信和 - Piano, Organ, Synthesizer：矢島マキ - Vocals：甲斐よしひろ - Background Vocals：瀬尾一三, 浜田良美, 香川喜章 射程距離 - Rhodes, Synthesizer：坂本洋 - Synthesizer：井上鑑 - Simmons, Jupiter 4-interlude only：松藤英男 - Vocals：甲斐よしひろ thanks to：TR-808 |

## テイク別
N.Y3部作は、編集盤『ポイズン80's』において、各楽曲のアルバム未収録テイクや未発表テイクが明らかにされている。太字は、本作収録テイク。
|     | 曲名                 | Version                                                            |
| --- | -------------------- | ------------------------------------------------------------------ |
| M-2 | ボーイッシュ・ガール | *Album *No Release（No-Solo Gtr.）                                 |
| M-3 | シーズン             | *Album *Single（7inch"シーズン" Mixed by YUJI YAMASHITA）          |
| M-6 | MIDNIGHT             | *Album（1/10 Hall Tone Vari Pitch Up） *No Release（Normal Speed） |
| M-8 | SLEEPY CITY          | *Album *Single（7inch"シーズン" Mixed by YUJI YAMASHITA）          |